# Pachgaon
Pachgaon es una ciudad censal situada en el distrito de Kolhapur en el estado de Maharashtra (India). Su población es de 22353 habitantes (2011). Se encuentra a 5 km de Kolhapur.

## Demografía
Según el censo de 2011 la población de Pachgaon era de 22353 habitantes, de los cuales 11740 eran hombres y 10613 eran mujeres. Pachgaon tiene una tasa media de alfabetización del 90,75%, superior a la media estatal del 82,34%: la alfabetización masculina es del 93,40%, y la alfabetización femenina del 87,86%.